# Google+
Google+ (pronunciat i de vegades escrit Google Plus, de vegades abreujat com a G+) va ser un servei de xarxa social operat per Google Inc. El servei llançat el 28 de juny de 2011, basat en HTML5. Els usuaris han de ser majors de 18 anys, per crear els seus propis comptes.
Google+ integra els serveis socials, tals com Google Perfils i Google Buzz, i introdueix els nous serveis Cercles, Quedades, Interessos i Missatges. Google+ també estarà disponible com una aplicació d'escriptori i com una aplicació mòbil, però només en els sistemes operatius Android i iOS. Fonts tals com The New York Times ho han declarat el major intent de Google per competir amb la xarxa social Facebook, la qual tenia més de 750 milions d'usuaris en 2011. El 20 de setembre de 2011, Google va permetre la creació de comptes a usuaris amb més de 18 anys, amb millores en les seves extensions de videoconferències.

## Creixement
El 14 de juliol de 2011, Google va anunciar que Google+ havia arribat a 10 milions d'usuaris tan sols dues setmanes després del seu llançament en una fase "limitada" de prova.
Després de 3 setmanes en funcionament, havia arribat a 20 milions d'usuaris.
El 20 de setembre de 2011, quan va ser alliberat al públic en general, es va registrar un augment del 30% en la quantitat de perfils, que es va incrementar fins a més de 43 milions d'usuaris registrats. Aquest dia Google, mostrava una gran fletxa cap al botó +Tu.

## Característiques
- Cercles permet als usuaris organitzar contactes en grups per compartir, a través de diversos productes i serveis de Google. A pesar que altres usuaris poden veure una llista de les persones en la col·lecció de l'usuari dels cercles, no poden veure els noms d'aquests cercles. Les configuracions de privadesa també permeten als usuaris ocultar els usuaris en els seus cercles, així com als quals els tenen en el seu cercle. L'organització es realitza a través d'una interfície d'arrossegar i deixar anar. Aquest sistema reemplaça la típica funció de llista d'amics utilitzada per llocs com Facebook.
- Quedades (o Hangouts) són llocs utilitzats per facilitar el videochat de grup (amb un màxim de 10 persones que participen en una única quedada en qualsevol punt en el temps). No obstant això, ningú en la web podria unir-se a la "Quedada" si arriben a posseir l'URL únic de la quedada.
- Missatges és una funció disponible per Android, iPhone i dispositius de SMS per comunicar-se a través de missatgeria instantània dins dels cercles.
- Càrrega instantània és específic para dispositius mòbils Android; emmagatzema fotos o vídeo en un àlbum privat per compartir més tard
- Interessos és un conjunt d'aplicacions per a usuari de cerca de Google, permetent als usuaris identificar els temes en els quals podrien estar interessats a compartir amb els altres; "Interessos destacats" també estan disponibles, basat en temes altres a nivell mundial ho estan trobant interessant. Interessos ajuda a mantenir als usuaris publicats en les últimes actualitzacions en els temes del seu interès.
- En les Novetats, els usuaris veuen les actualitzacions dels dels seus cercles. El quadre d'entrada permet als usuaris ingressar una actualització d'estat o utilitzar icones per pujar i compartir fotos i vídeos. Les novetats poden ser filtrades per mostrar només els missatges de Cercles específics.
- Google+ té un botó +1 per permetre a la gent recomanar articles.

- A diferència de Twitter i Facebook, encara no hi ha una interfície de programació d'aplicacions que permet als desenvolupadors de programari interaccionar amb la programació de Google+.

- Igual que en altres aplicacions de Google, Google+ ofereix la integració amb altres aplicacions de Google com Gmail, Calendari, Docs, etc.

- Una opció d'Alliberament de Dades ofereix la possibilitat de descarregar el contingut d'un des de Google+.

- Jocs socials, Google+ va incorporar aquesta característica l'11 d'agost de 2011.

## Recepció

### Disseny d'impacte
La introducció de Google+ té un impacte en el disseny del servei web de cerca de Google, a causa del nou disseny gràfic. Hi ha hagut millores al costat de l'especulació d'un impacte molt més ampli una vegada que Google+ és totalment llançat, incloent un redisseny de Google Maps, Google Mail i Google Calendar.
En particular, es produeixen canvis en Àlbums web de Picasa, en el qual totes les imatges dels usuaris de Picasa automàticament s'unirà al seu emmagatzematge d'imatges de Google+.
- Després d'etiquetar a algú, rebran una notificació i es pot veure la foto i l'àlbum relacionats.
- Per als nous àlbums, qualsevol amb qui s'ha compartit un àlbum pot veure amb qui més s'ha compartit.
- Els àlbums que algú va compartir es poden etiquetar i recompartir per uns altres.
- Fotos de fins a 2048 × 2048 píxels i *videos de fins a 15 minuts, no explicaran per a la quota d'emmagatzematge d'1 GB dels usuaris de Google+ (que és 800 × 800 píxels pels no usuaris de Google+), creant el "virtualment il·limitat" emmagatzematge per als usuaris mòbils.

### Importar contactes d'altres xarxes socials
Google+ inclou una funció per convidar a contactes de Yahoo! i Hotmail. En aquest moment, no obstant això, no hi ha forma oficial d'importar contactes de Facebook en Google+, però hi ha algunes solucions per aconseguir-ho. Facebook permet als usuaris descarregar les seves dades, però no en un format simple i fàcil per importar; els efectes de la xarxa ho fan difícil per a una nova xarxa social, tal com Google+ per tenir èxit, i una eina fàcil per migrar a un servei rival podria reduir l'efecte. "Facebook permet als usuaris descarregar gran part de les seves dades, però no a l'instant i no en un format que pot ser fàcilment importats als serveis del seu rival. Aquest "no està en un format portàtil obert del tot", diu Fitzpatrick, el gerent de Google. "

### Censura per part d'alguns governs
Dins d'un dia del llançament de l'assetjo web, diverses agències de notícies van informar que Google+ va ser bloquejat per la República Popular de XinaAixò és part d'una política més àmplia de censura a la Xina continental. El govern de l'Iran també ha bloquejat l'accés a Google+ des de l'11 de juliol de 2011, com a part de la censura d'Internet a l'Iran.

### Les controvèrsies sobre la informació requerida
Incorporar-se al servei requereix l'obligatòria divulgació del nom real i del gènere, que en el seu llançament va ser compartida com a informació pública. El selector de gènere té opcions per a "Masculí", "Femení" i "Uns altres". Aquest requisit va ser criticat pel weblog SlashGear per causar la falta de privadesa i juntament amb Facebook i unes altres xarxes socials, per obligar a l'usuari a triar entre determinades categories que descriuen preconcebuts descriptors de gènere. L'obligatòria exposició pública del gènere dirigida a la crítica per fer públics els antics perfils de Google. En resposta, Google va fer canvis en el servei que permet als usuaris controlar els ajustos de privadesa de la informació de gènere. La justificació de Google per sol·licitar informació de gènere és que s'utilitza aquesta informació per al seu ús dels termes "ell", "ella", i "ells" en el seu lliurament d'informació als usuaris del servei. Si un usuari decideix fer la part del gènere del perfil privat, el llenguatge utilitzat per transmetre la informació es converteix en gènere neutre, utilitzant el singular ells en lloc dels pronoms de gènere específic.
Google ha suspès comptes a causa que Google va creure que no estaven usant el seu nom real. Almenys en un cas això ha resultat que el titular del compte sigui bloquejat temporalment de tots els serveis de Google. Un empleat de Google, no obstant això, afirma que una violació dels termes del servei només hauria d'afectar al servei de la qual els termes s'han violat, no a cap dels altres serveis que ofereixen Google, i també que la suspensió no es fa sense previ avís.

## Popularitat i crítiques
Fins a l'octubre de 2011 Google Plus ha seguit guanyant usuaris ràpidament, però el temps mitjà d'ús és molt escàs. Alguns crítics consideren que li queda molt per poder guanyar a Facebook, tement-se que torni a ser un error com Google Buzz.

## Jocs
El 18 de setembre es van agregar jocs a Google+. Actualment, aquest servei ja no funciona. Hi van haver un total de 29 jocs disponibles, són els següents:
- Diamond Dash
- Flood-it!
- CityVille (ara conegut com a CityVille+)
- Monster World
- Wild Ones
- Zuma Blitz (próximament)
- Global Warfare
- City of Wonder
- Sudoku Puzzles
- Bubble Island
- Zombie Lane
- Dragons of Atlantis
- Plantas contra Zombis (próximament)
- Edgeworld
- Triple Town
- Mafia Wars 2
- Dragon Age Legends
- Zynga Poker
- Angry Birds (ara conegut com a Angry Birds+)
- Crime City
- Bejeweled Blitz
- Collapse! Blast
- Resort World
- Slotomania
- Millionaire City
- Uno Boost
- Bug Village
- GolManía
- Shadow Fight
- Happy Kingdom
- The Godfather: Five families

## Alternatives i similars
- Diaspora*, xarxa social lliure, descentralitzada i privada, similar a facebook i G+
- Facebook